# Dennis Adu

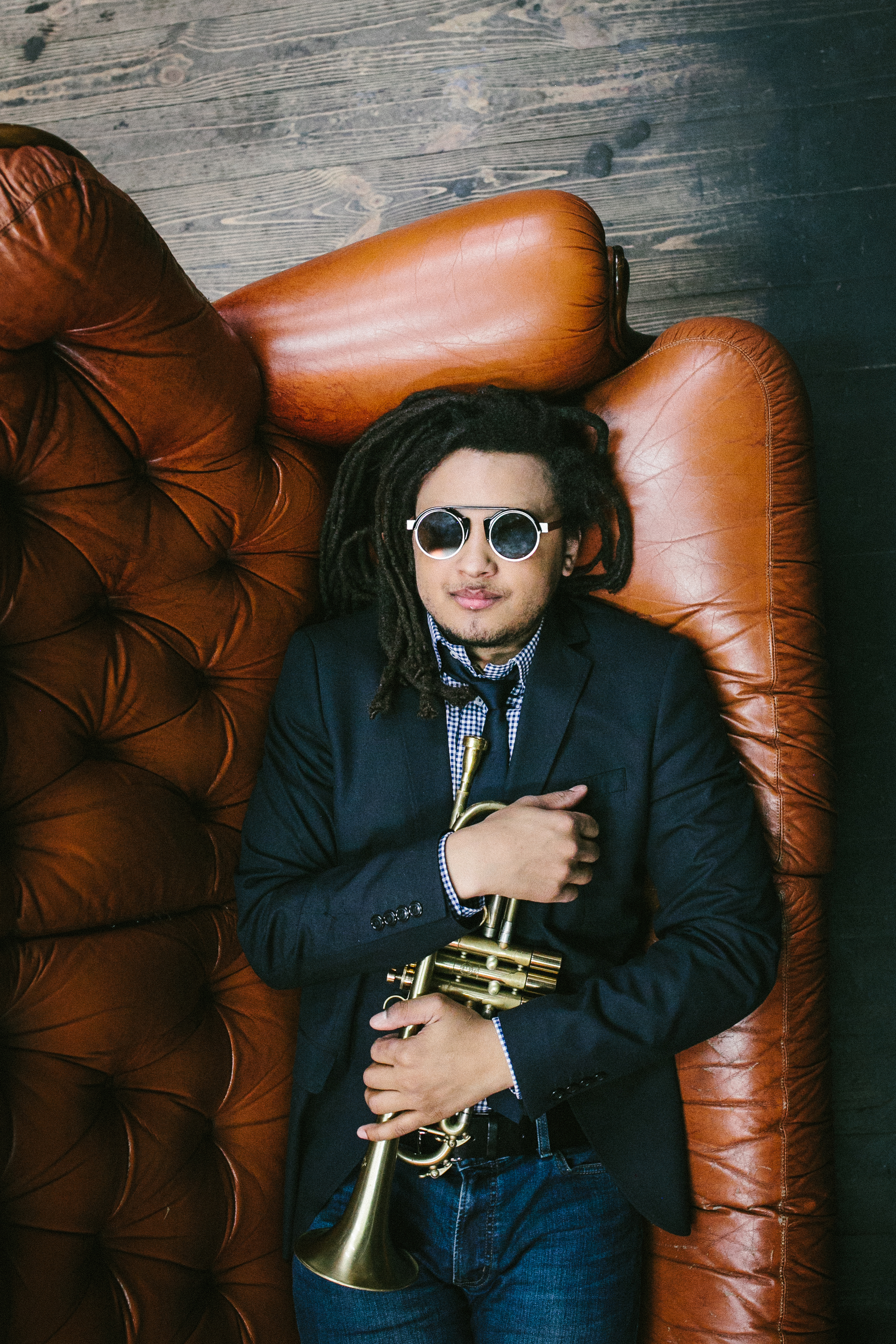
Dennis Adu, 2016

Dennis Adu (* 8. Mai 1987 in Saltpond, Ghana) ist ein ukrainischer Jazzmusiker (Trompete, Komposition) mit ghanaischen Wurzeln.

## Leben und Wirken
Adu migrierte im Alter von zwei Jahren mit seiner Familie nach Kryvyj Rih. Mit sieben Jahren begann er Trompete zu spielen; mit acht Jahren wurde er Mitglied des Alexander Gebel Orchesters. Adu erhielt  Unterricht bei Alex Sipiagin und Joe Magnarelli.
Adu spielte mit Frank Lacy, Gregory Porter, Curtis Fuller, Jim Rotondi, Roy und Ofer Assaf, Steve Slagle, Javon Jackson, Larry Willis, Quincy Davis, Dana Hall, Jason Brown, Jimmy Bosch, Mitch Froman, Pete Nater, Frankie Vázquez, Wayne Escoffery, dem Mambo Legends Orchestra, Seamus Blake, John Hollenbeck, Marcus Shelby und Bugge Wesseltoft. Er nahm an internationalen Festivals und Wettbewerben wie Millau en Jazz, Fel du Sher, Jazz à Vienne oder Alfa Jazz Fest teil, in den letzten Jahren am FONT-Festival, dem Svitanok-Festival in Norwegen und dem San Jose Winter Jazz Festival.
Seit 2012 leitet Adu eigene Combos und eine Big Band. Nach seinem Debütalbum Influences (2017), an dem auch Michael Dease, Linda May Han Oh und Mike Karn beteiligt waren, veröffentlichte er mit seinem Septett das Album Sunlight Above the Sky (2021). Weiterhin ist er auf Alben von Dislocados, Dudko Quintet und dem Vsh-Ensemble von Vladimir Shabaltas zu hören.
Adu ist Dozent am Lehrstuhl für Jazzmusik und Leiter des Jazzorchesters der Glier Kyiv Music Academy.

## Preise und Auszeichnungen
2007 gewann Adu den Do#Dж Junior als „bester Trompeter“, 2009 wurde er bei diesem Wettbewerb zum Gewinner in den Kategorien „bester Musiker der Ukraine“ und „bestes Arrangement eines Jazzstandards.“